# Novia Kolopaking
Novia Kolopaking, właśc. Novia Sanganingrum Saptarea Kolopaking (ur. 9 listopada 1972 w Bandungu) – indonezyjska aktorka i piosenkarka.
Pierwotnie występowała w słuchowiskach radiowych. Na początku swojej kariery telewizyjnej zagrała główną rolę w serialu Siti Nurbaya z 1991 r.
Jej znane utwory to np. przeboje „Kembali”, „Untukmu Segalanya” i „Dengan Menyebut Nama Allah”.

## Dyskografia[2]
- Kembali (1992)
- Biar Kusimpan Rinduku
- Untukmu Segalanya (1994)
- Dengan Menyebut Nama Allah
- Aku Selalu Cinta (singiel)
- Cinta (1999)
- Bunga Mawar (singiel)
- Asmara (1997)

## Seriale telewizyjne[2]
- Siti Nurbaya (TVRI, 1990–1991)
- Keluarga Cemara (RCTI, 1996–2002; TV7, 2004)
- 1 Kakak 7 Ponakan (RCTI, 1996)
- Darah Biru (Indosiar, 1995) / Prod. Visindo

## Filmografia[2]
- Brahma Manggala (1988)
- Perempuan Kedua (1990)